# 花博通

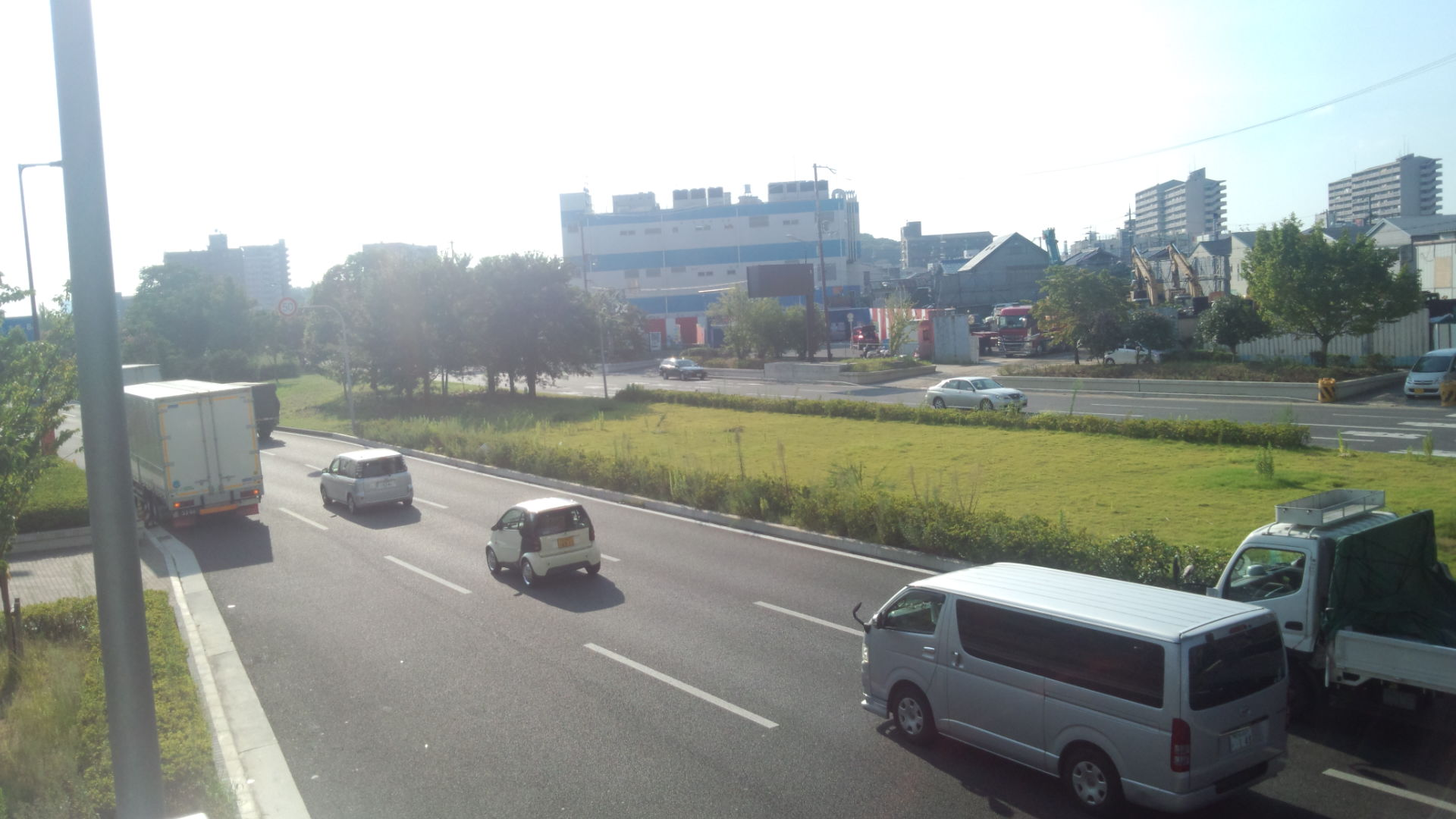
花博通の焼野二丁目付近の写真

花博通（はなはくどおり）とは、大阪市内を東西に走る市道（鶴見区第9001号線）。大阪都市計画道路・市道都島茨田線（みやこじままったせん）の一部である。

## 概要
区間は大阪市鶴見区の花博記念公園西口交差点から同区焼野二丁目（門真市との市境）までで、咲くやこの花館前交差点を境に、東部は片側3車線の6車線道路、西部は片側2車線の4車線道路となっている。また全線に渡り東行き車線と西行き車線の間に広い緑地帯が設けられており、将来的にはこの緑地帯上に阪神高速2号淀川左岸線が建設され第二京阪道路（国道1号バイパス）と接続する予定であり、2018年3月26日からボーリング調査が始まる予定である。東端の延長上のOsaka Metro長堀鶴見緑地線門真南駅の位置に第二京阪道路一般部があり、花博通に接続している。なお、現在のところはそうした動きはないが、今後、花博通も国道1号に追加指定される可能性がある。
その名の通り1990年に開催された国際花と緑の博覧会の会場である花博記念公園鶴見緑地へのアクセス路として整備された道路で、開催期間中には臨時に近畿自動車道のインターチェンジが設けられていた。
都市計画道路としての都島茨田線は、花博記念公園西口交差点から西進し、野江4丁目交差点で都島通に接続する路線として計画されている。

## 沿線情報

### 鶴見区
- 花博記念公園鶴見緑地
  - 咲くやこの花館
  - いのちの塔
  - 水の都ホール
  - 鶴見緑地プール
- 鶴見緑地駅

## 接続するおもな道

### 鶴見区
- 内環状線（国道479号） - 花博記念公園西口交叉点
- 大阪府道159号平野守口線 - 花博記念公園口交叉点
- 大阪府道2号大阪中央環状線（旧道） - 迎賓館前交叉点

### 門真市
- 大阪府道2号大阪中央環状線 - 花博記念公園東口交叉点
- 国道1号（第二京阪道路方面） - 花博記念公園東口交叉点

## 交通量
平日24時間交通量（台）（上下合計）
- 斜字は推計値を示す。

| 観測地点   | 平成17年度 （2005年度） | 平成22年度（2010年度） | 平成22年度（2010年度） | 備考 |
| ---------- | ----------------------- | ---------------------- | ---------------------- | ---- |
| 観測地点   | 平成17年度 （2005年度） | 台数                   | 混雑度                 | 備考 |
| 大阪市界境 | 22,330                  | 16,943                 | 0.39                   |      |